# Vombverket
Vombverket är ett vattenverk i Vomb, Skåne.  Vombverket, som togs i drift 1948, ägs och drivs av det kommunägda bolaget Sydvatten. 

## Processen
Från Vombsjön tas vatten och sprids ut i 54 infiltrationsdammar på Vombfältet. I dammarna efterliknas den naturliga process då regnvatten sakta infiltrerar ner genom markens olika sand- och gruslager och så småningom bildar grundvatten. Därefter pumpas vattnet upp från 120 brunnar och leds in i Vombverket där det först luftas för att avskilja järn och mangan. Sedan avhärdas vattnet för att sänka hårdheten. Detta sker i åtta reaktorer där natriumhydroxid blandas ut i vattnet, varpå den lösta kalken i vattnet fälls ut. Kalken fäster på små sandkorn som hålls svävande i vattenströmmen. När sandkornens kalklager blir tyngre sjunker de till reaktorns botten där de kan tas ut ur processen. I avhärdningsprocessen sänks vattnets hårdhet med 50 procent. I ett så kallat blandningsöverfall tillsätts reningskemikalien järnklorid för att avskilja små partiklar i vattnet. Partiklarna avskiljs i snabbfilter med sandbäddar och sedan desinficeras vattnet i förebyggande syfte och pumpas ut i distributionsnätet. 
Vombverket producerar i genomsnitt cirka 900 liter dricksvatten per sekund.